# Noboru Ishida
Noboru Ishida (jap. 石田 昇 Ishida Noboru; ur. 1875 w Sendai, zm. 10 czerwca 1940 w Tokio) – japoński lekarz psychiatra, pisarz, tłumacz, profesor psychiatrii Nagasaki University. 21 grudnia 1918 roku pod wpływem ostrych objawów psychotycznych pod postacią urojeń prześladowczych zamordował współpracownika z Uniwersytetu Johnsa Hopkinsa, George′a B. Wolffa, za co został skazany na dożywotnie więzienie.

## Życiorys
Pochodził z rodziny lekarskiej. Ukończył Szkołę Medyczną Cesarskiego Uniwersytetu Tokijskiego w 1903 roku. Następnie został asystentem psychiatrii w uniwersyteckim Szpitalu Sugamo w Koishikawa. W 1907 roku mianowano go profesorem psychiatrii na Uniwersytecie Nagasaki. W grudniu 1917 roku jako przedstawiciel japońskiego Ministerstwa Edukacji został wydelegowany do Stanów Zjednoczonych. Tam uczestniczył w corocznym spotkaniu American Medico-Psychological Association w Chicago i rozpoczął staż w Henry Phillips Clinic na Johns Hopkins University.

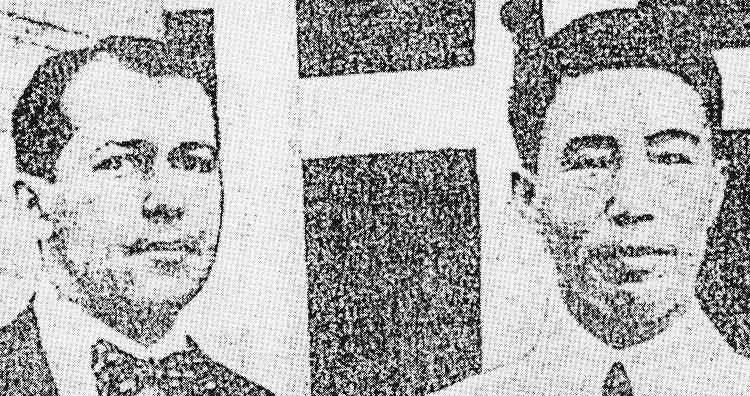
Wolff i Ishida na zdjęciu opublikowanym przez „Baltimore Sun” dzień po zabójstwie

Rankiem 21 grudnia 1918 roku Ishida oddał dwa strzały do kolegi z wydziału, George′a Baneya Wolffa (1885–1918). Kule trafiły w głowę i brzuch; lekarz zginął na miejscu. Ishida został zatrzymany przez pielęgniarza i dyrektora szpitala; zabrano mu broń, w której pozostał jeden pocisk. Po przekazaniu w ręce policji został osadzony w areszcie. Tam próbował kilkukrotnie popełnić samobójstwo, i został objęty stałym dozorem strażników.
19 maja 1919 roku Ishida stanął przed sądem okręgowym w Towson. W jego trakcie ujawniono, że w miesiącu poprzedzającym tragedię Ishida wielokrotnie skarżył się, że Wolff rozpowszechnia wrogie mu pogłoski, jakoby był japońskim szpiegiem. Dzień przed zabójstwem zakupił broń. Oskarżony wygłosił oświadczenie w języku angielskim (reporter miejscowej gazety podał, że angielski Ishidy był lepszy niż sądowego tłumacza), w którym twierdził, że nie miał intencji zabicia Wolffa, a wydarzenia tego dnia wspomina przez mgłę i jak ze snu. Skorzystano z opinii biegłych psychiatrów: dwóch z nich stwierdziło u Ishidy paranoję, podczas gdy trzech innych, w tym dr Dunton pracujący w tym samym szpitalu, orzekło poczytalność w chwili zabójstwa. 21 maja został skazany na karę dożywotniego więzienia za morderstwo pierwszego stopnia i został osadzony w Maryland Penitentiary. W 1925 roku z powodu gruźlicy został deportowany do Japonii pod warunkiem, że gdy jego stan się poprawi, zostanie odesłany z powrotem do Stanów. Ishida został pensjonariuszem Szpitala Matsuzawa w Tokio. Zmarł w 1940 roku.

## Dorobek naukowy
W 1918 roku wspólnie z nauczycielem Shūzō Kure opublikował ósme wydanie podręcznika psychiatrii. Był autorem licznych artykułów w języku japońskim i angielskim. Propagował humanitarne traktowanie chorych i uważany jest za jednego z pionierów japońskiej psychiatrii.
Wprowadził do japońskiej psychiatrii koncepcje Eugena Bleulera i termin schizofrenii, przetłumaczony przez Ishidę jako bunretsu-byō (lub pełna nazwa: seishin-bunretsu-byō), aczkolwiek miał zastrzeżenia do wprowadzonej przez Bleulera zmiany nazwy choroby i w swoich pracach stosował Kraepelinowski termin dementia praecox. Począwszy od lat 40. japońscy psychiatrzy zaczęli szeroko stosować nazwę bunretsubyo i obecnie jest to powszechnie przyjęte w Japonii określenie schizofrenii.
W książce z 1917 roku omawiał, jako jeden z pierwszych w Japonii, zagadnienia hipnotyzmu i teorię psychoanalizy Freuda. Popularyzował też ideę higieny psychicznej Adolfa Meyera.

## Dorobek literacki
Od dzieciństwa przejawiał zainteresowanie literaturą. W latach szkolnych pisywał poezje tanka, wiersze, powieści i dramaty. Publikował je w gazetach pod pseudonimem Hamatarō Ojima. W 1902 roku ukazał się wydrukowany techniką powielaczową zbiór opowiadań, w 1907 roku wydany ponownie w oficynie Shobundo Shoten. Jedno z opowiadań zdobyło drugą nagrodę w konkursie czasopisma literackiego „Shin-Shōsetsu”. W 1902 roku przetłumaczył Don Kichota – było to drugie tłumaczenie powieści na język japoński, po przekładzie autorstwa Shōyō Matsui z 1892 roku.

## Dzieła
Książki
- 新撰精神病学 1900 (Shinsen-seishinbyō-gaku)
- 短篇小説集 （昭文堂、1907）(Tanpen-shōsetsu-shū, wyd. Shōbundō)
- 健全なる精神 1913 (Kanzen naru seishin)
- 新撰催眠療法 1917 (Shinsen-saimin-ryōhō)

Artykuły
- 多数ノ強迫観念及ビ強迫的幻覚ヲ有スル一患者例，研瑶会雑誌　101, ss. 1-10 (1911) (Tasū-no kyōhaku-kannen oyobi kyōhaku-teki genkaku-wo yū-suru ichi-kanja-rei, Kenyōkai-zasshi)
- 鑑定書（類破瓜病），研瑶会雑誌　109, ss. 21-31 (1913) (Kanteisho: Rui-hakabyō, Kenyōkai-zasshi)
- 臨床講義― 躁病状態―，研瑶会雑誌 114, ss. 31-37 (1914)
- 米國の日用英語，研瑶会雑誌　141, ss. 114-117 (1918) (Beikoku-no nichiyō-eigo, Kenyōkai-zasshi)
- Results produced in dementia praecox or so-called „endogenous dementia” by the infusion of sodium chloride solution. American Journal of Insanity 73, ss. 541-547 (1916)
- 〈論説〉早発性痴呆即ち所謂「内因性痴 呆」に施したる食塩水注入の価値，医事新聞 977，865-872 (1917) Ronsetsu: Sōhatsusei-chihō sunawachi iwayuru "Nai'insei-chihō" ni hodokoshitaru shokuensui chūnyū no kachi, Iji-shinbun)
- To the Editor of the American Journal of Insanity. American Journal of Insanity
- Non-restraint system in the insane wards of Nagasaki hospital. Modern Hospital 10, ss. 393-396 (1918)